# SV Wienerberg
SV Wienerberg is een Oostenrijkse voetbalclub uit Inzersdorf-Stadt, een wijk van het Weense district Favoriten, aan de voet van de Wienerberg.

## Geschiedenis
De club werd in de herfst van 1921 opgericht als ASV Wienerberg met blauw-witte clubkleuren. ASV speelde in de vierde klasse zuidwest wat gelijk stond met de zesde klasse. Van 1929 tot 1934 speelde de club in de competitie van de VAFÖ (amateurbond). In 1953 promoveerde de club naar de Wiener Landesliga, de derde klasse. De club degradeerde meteen maar kon ook meteen terugkeren.
In 1961 promoveerde de club voor het eerst naar de Regionalliga Ost, dat toen nog de tweede klasse was. In deze tijd speelden Franz Kellinger, Richard Brousek en Walter Zeman voor de club, zij speelden ook voor het Oostenrijks voetbalelftal. Na een aantal seizoenen in de middenmoot degradeerde de club in 1968. Het volgende seizoen was een succesjaar waarin 26 van de 28 competitiewedstrijden gewonnen werden. Bij de terugkeer in de Regionalliga veranderde de clubnaam in SV Wienerberger en de club werd vicekampioen achter 1. Simmeringer SC. Het volgende seizoen moest de club SC Eisenstadt en WAC voor laten gaan en in 1971/72 werd opnieuw de vicetitel bereikt, dit keer achter SV Admira Wiener Neustadt. Het volgende seizoen werd de club laatste en degradeerde.
In 1976 promoveerde de club terug naar de Regionalliga Ost, maar door de oprichting van de Nationalliga in 1974 was dit nog maar de derde klasse. In 1979 degradeerde de club opnieuw naar de Wiener Liga en in 1984 zelfs naar de Unterliga. Na een fusie met Inzersdorf keerde de club in 1993 onder de naam Wienerberger/Inzersdorf terug naar de Wiener Liga, waar de club zich als een vaste waarde kon vestigen. In werd de club kampioen en promoveerde zo terug naar de Regionalliga. De naam werd ook veranderd in SV Wienerberg.

## Erelijst
- Beker van Wenen: 1990, 2004